# Rollfass
Ein Rollfass ist eine – heute veraltete – Maschine zur Oberflächenbehandlung von Metallteilen.

## Funktionsprinzip
Das Funktionsprinzip ist sehr einfach: Das im Gegensatz zu Rührwerken liegend ausgerichtete Fass wird über eine Klappe mit den zu behandelnden Teilen gefüllt und dann – meist dampfbetrieben – in eine Drehung um seine horizontale Achse versetzt. Durch die Drehung schlagen die Teile aneinander und werden so zunehmend blank.

## Einsatz
Heute werden Rollfässer praktisch nicht mehr eingesetzt, denn  modernere Verfahren wie zum Beispiel das Strahlspanen liefern ähnliche oder bessere Ergebnisse zu geringeren Kosten.
Auf dem gleichen Prinzip aufbauende Maschinen wurden auch für weitere Zwecke, beispielsweise zur Beschichtung oder für die Lackierung von Metall- oder Kunststoffteilen, entwickelt und eingesetzt.